# Premium Aerotec
Premium Aerotec GmbH este o companie europeană constructoare de echipament aeronautic.
Compania a fost creată în anul 2009, este deținută 100% de Grupul Airbus și deține fabrici la Varel, Nordenham și Augsburg, în Germania.
Filiala română, Premium Aerotec SRL, deține o fabrică în Ghimbav, județul Brașov..
Activitatea de bază o constituie dezvoltarea și producția de structuri compozite din metal și fibre de carbon pentru industria aerospațială, precum și a dispozitivelor și sistemelor de fabricație aferente.
Compania are peste 6.000 de angajați și a înregistrat o cifră de afaceri de 1,1 miliarde euro în 2009.

### Activități în România
În România, Premium Aerotec intenționează o investiție pentru fabricarea de componente pentru aeronavele Airbus, la Brașov.
Este vorba despre o investiție de 90 de milioane de euro, care în final va crea 700 de noi locuri de muncă.
Investiția Premium Aerotec este una de tip greenfield.